# Pachnica dębowa

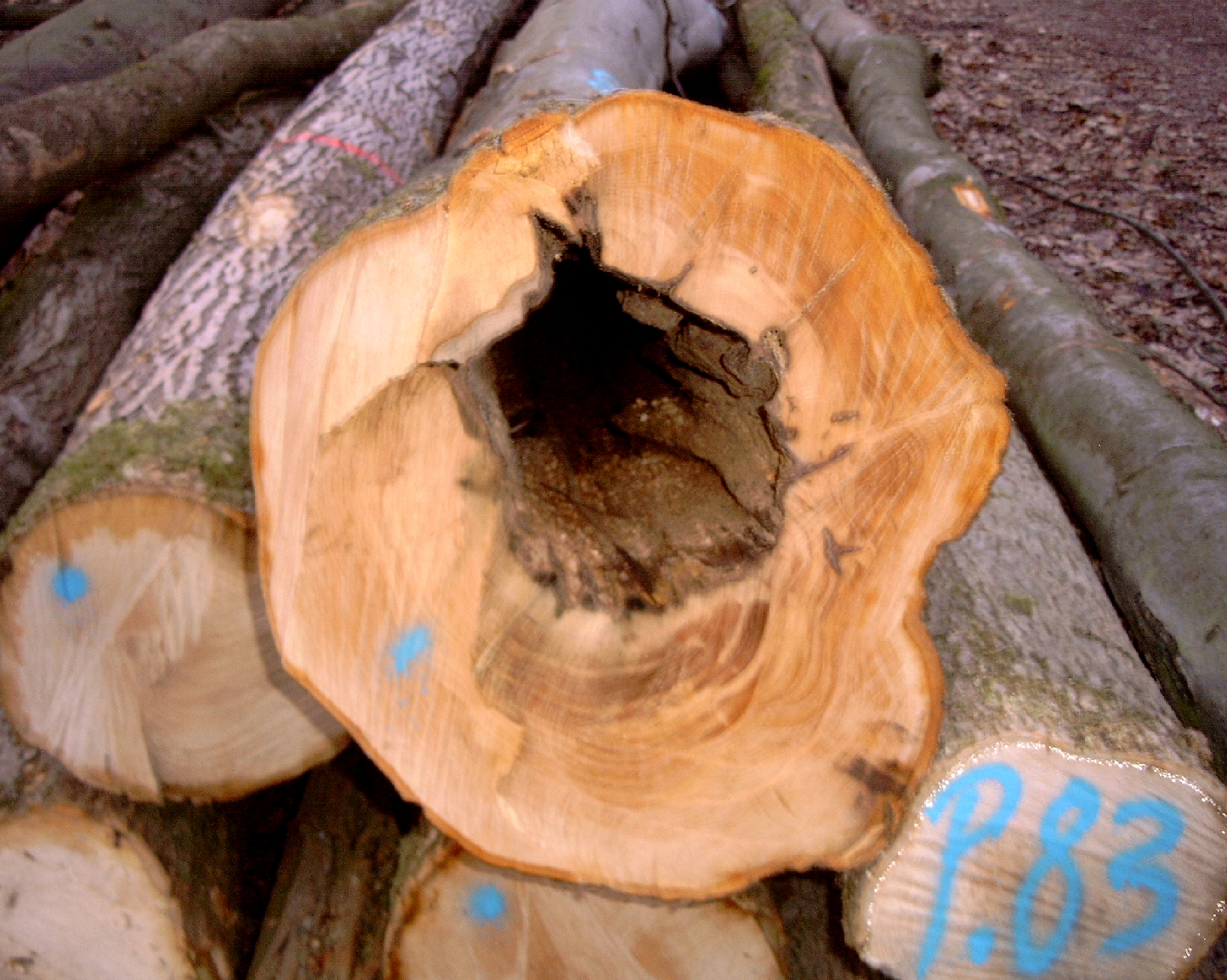
Obszerne, częściowo otwarte próchnowiska wewnątrz starych drzew są jedynym środowiskiem życia pachnicy dębowej

Pachnica dębowa, pachnica próchniczka (Osmoderma eremita) – gatunek dużego chrząszcza z rodziny poświętnikowatych (Scarabaeidae). Relikt lasów pierwotnych, ściśle związany ze starymi, dziuplastymi drzewami. W Polsce, jak i we wszystkich innych państwach, w których występuje, podlega ochronie prawnej.

## Kontrowersje taksonomiczne
Status systematyczny europejskich przedstawicieli rodzaju Osmoderma podlega intensywnej dyskusji od początku lat dziewięćdziesiątych XX wieku, co związane jest z istnieniem dwóch grup populacji, wywodzących się z odrębnych refugiów glacjalnych. Obecnie, od 2007 roku, proponuje się podział gatunku Osmoderma eremita na co najmniej dwa gatunki - Osmoderma eremita s. str. w Europie zachodniej oraz O. barnabita w Europie wschodniej, z granicą zasięgów przebiegającą między innymi w północno-zachodniej Polsce. Podział ten jednak oparty jest tylko na cząstkowych badaniach genetycznych na niewielkiej grupie osobników (26 okazów) i kwestionowany przez wielu specjalistów. Nie udowodniono również różnic morfologicznych i ekologicznych między obydwoma proponowanymi gatunkami, udało się natomiast stwierdzić wykorzystywanie przez nie tego samego feromonu, co dodatkowo podaje w wątpliwość ich status taksonomiczny w randze odrębnych gatunków. W tym artykule przyjęto klasyczne ujęcie sprzed podziału na O. eremita s. str. oraz O. barnabita.

## Rozmieszczenie geograficzne
Gatunek europejski rozprzestrzeniony od rzeki Wołgi na wschodzie po wybrzeża Atlantyku i północną Hiszpanię na zachodzie. Południowa granica zasięgu biegnie od Morza Śródziemnego do wybrzeży Morza Czarnego i północnego Kaukazu. Na północ sięga do południowej Skandynawii, Petersburga i Moskwy. Nieobecny w Wielkiej Brytanii oraz w większej części Półwyspu Iberyjskiego.
W Polsce pachnica dębowa jest dość szeroko rozsiedlona, zwłaszcza na ziemiach byłego zaboru pruskiego, co prawdopodobnie związane jest z dawniejszym intensywnym tworzeniem na tym obszarze zadrzewień kulturowych (np. alei przydrożnych). Liczne stanowiska gatunku znane są z województw warmińsko-mazurskiego, lubuskiego, wielkopolskiego, opolskiego, dolnośląskiego i świętokrzyskiego, z niektórych części województw pomorskiego, zachodniopomorskiego i kujawsko-pomorskiego oraz z Puszczy Białowieskiej. Dużo rzadsza jest na Podlasiu, Lubelszczyźnie i w większej części Mazowsza. Liczne, ale obecnie niepotwierdzone stanowiska podawane były z Małopolski. W województwie śląskim występuje na Granicznych Meandrach Odry

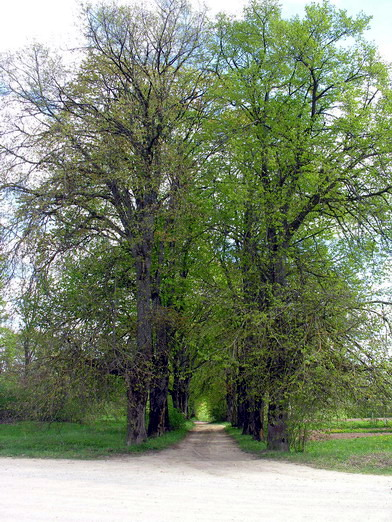
Aleje przydrożne są obecnie w Polsce podstawowym siedliskiem zastępczym dla pachnicy dębowej

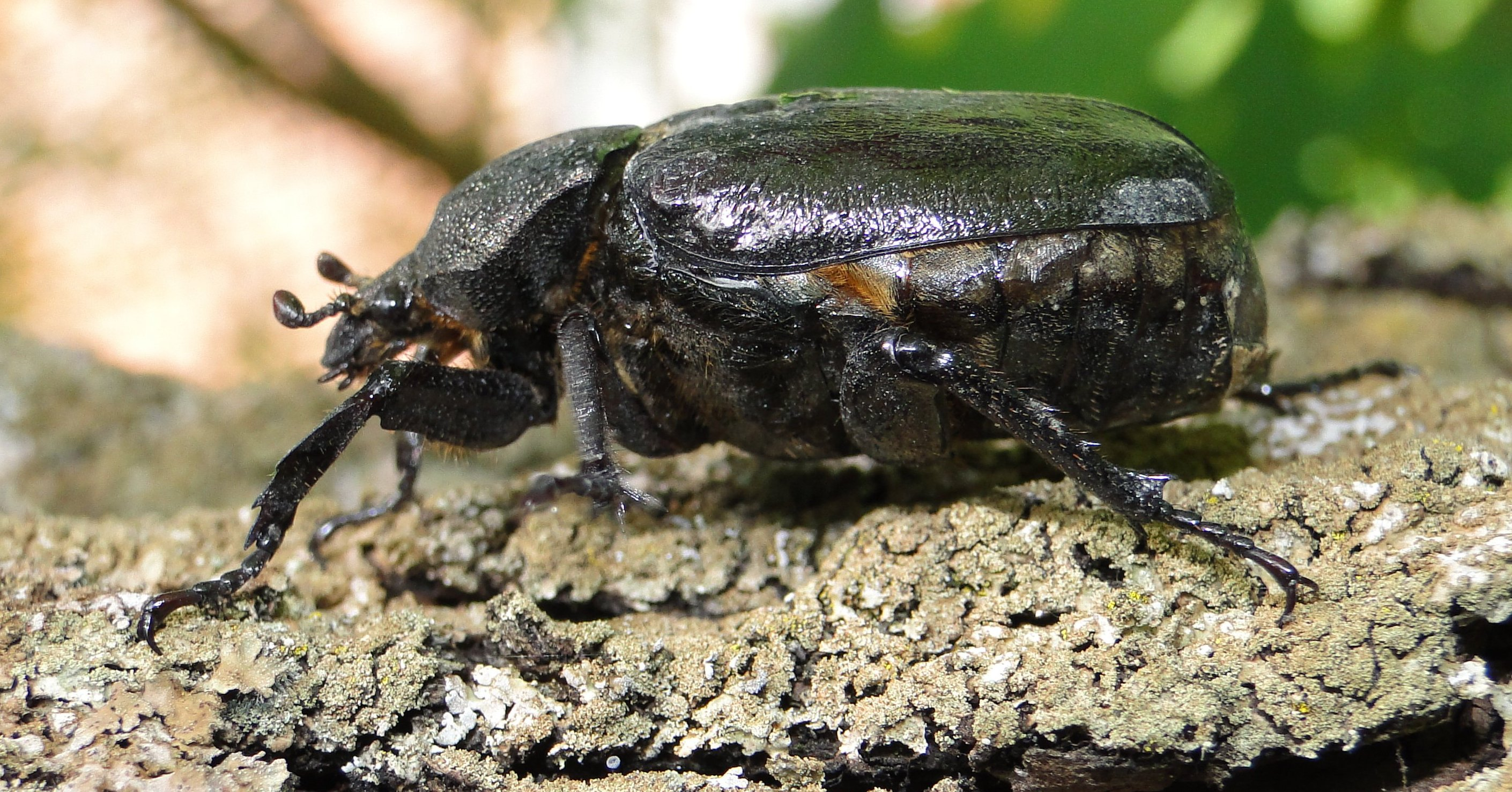
Pachnica dębowa

## Siedlisko
Bezwzględnym warunkiem występowania pachnicy dębowej jest obecność odpowiedniej liczby starych, dziuplastych drzew z obszernymi próchnowiskami, będącymi jej jedynym środowiskiem życia. Silnie preferowane są drzewa rosnące w nasłonecznieniu. W pierwotnym, puszczańskim krajobrazie Europy siedliskiem pachnicy były dojrzałe, świetliste drzewostany w fazie rozpadu. Dziś w lasach gospodarczych tego typu ekosystemy należą do wielkiej rzadkości, w związku z czym podstawowe znaczenie dla przetrwania gatunku mają siedliska zastępcze, związane z krajobrazem kulturowym, tworzonym przez człowieka, szczególnie aleje przydrożne, ale także stare parki i sady, zadrzewienia śródpolne i cmentarne, szpalery drzew towarzyszące zbiornikom wodnym i inne skupienia wolno stojących, starych drzew. Ocenia się, że w Polsce północnej tego typu siedliska zastępcze skupiają obecnie aż 90% zasobów populacyjnych omawianego gatunku.
Wbrew swojej nazwie pachnica dębowa nie wykazuje szczególnego przywiązania do dębów, co częściowo może być spowodowane niską dostępnością drzew w odpowiednim wieku (ze względu na twardość drewna dęby wykształcają odpowiednie dziuple dopiero w wieku co najmniej stu kilkudziesięciu lat). W niektórych częściach kraju podstawowymi gatunkami żywicielskimi pachnicy są drzewa o wyższej podatności na próchnienie (tworzące dziuple już w wieku kilkudziesięciu lat), takie jak lipy, olsze czy wierzby głowiaste, ale zasiedlane mogą być też inne gatunki drzew liściastych.

## Morfologia

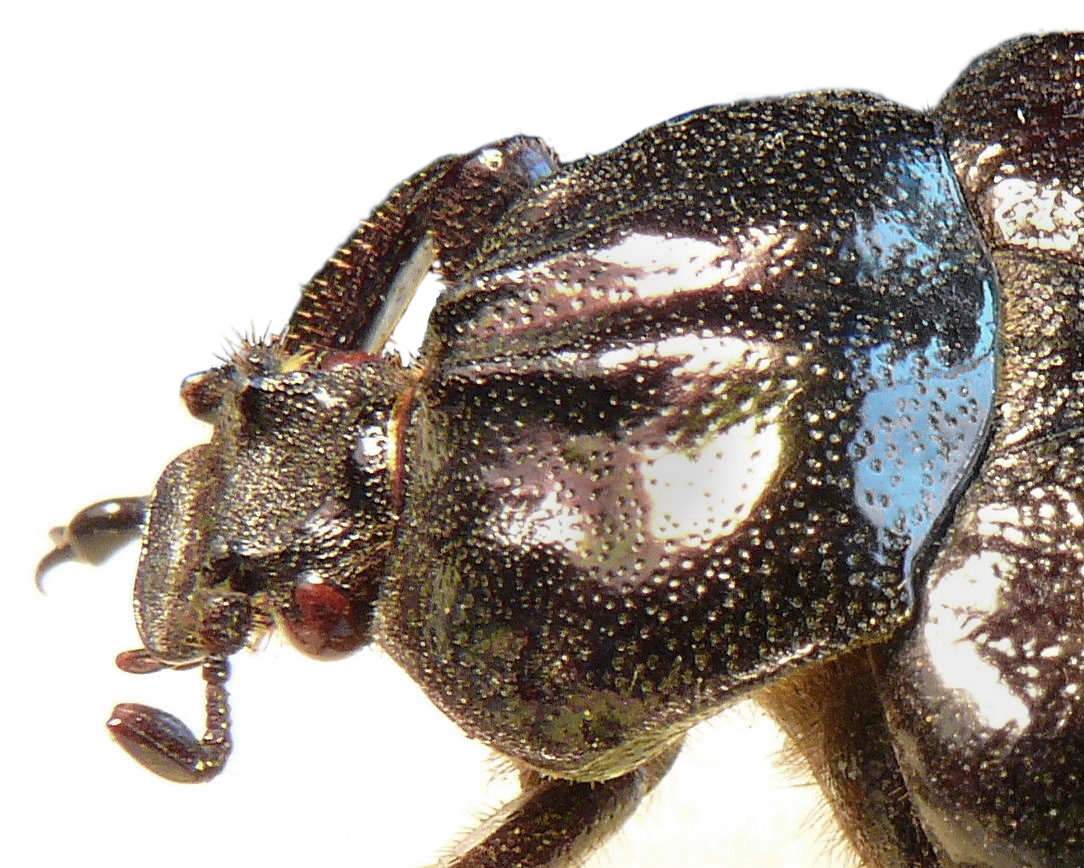
Budowa przedniej części ciała samca, widoczne cechy płciowe

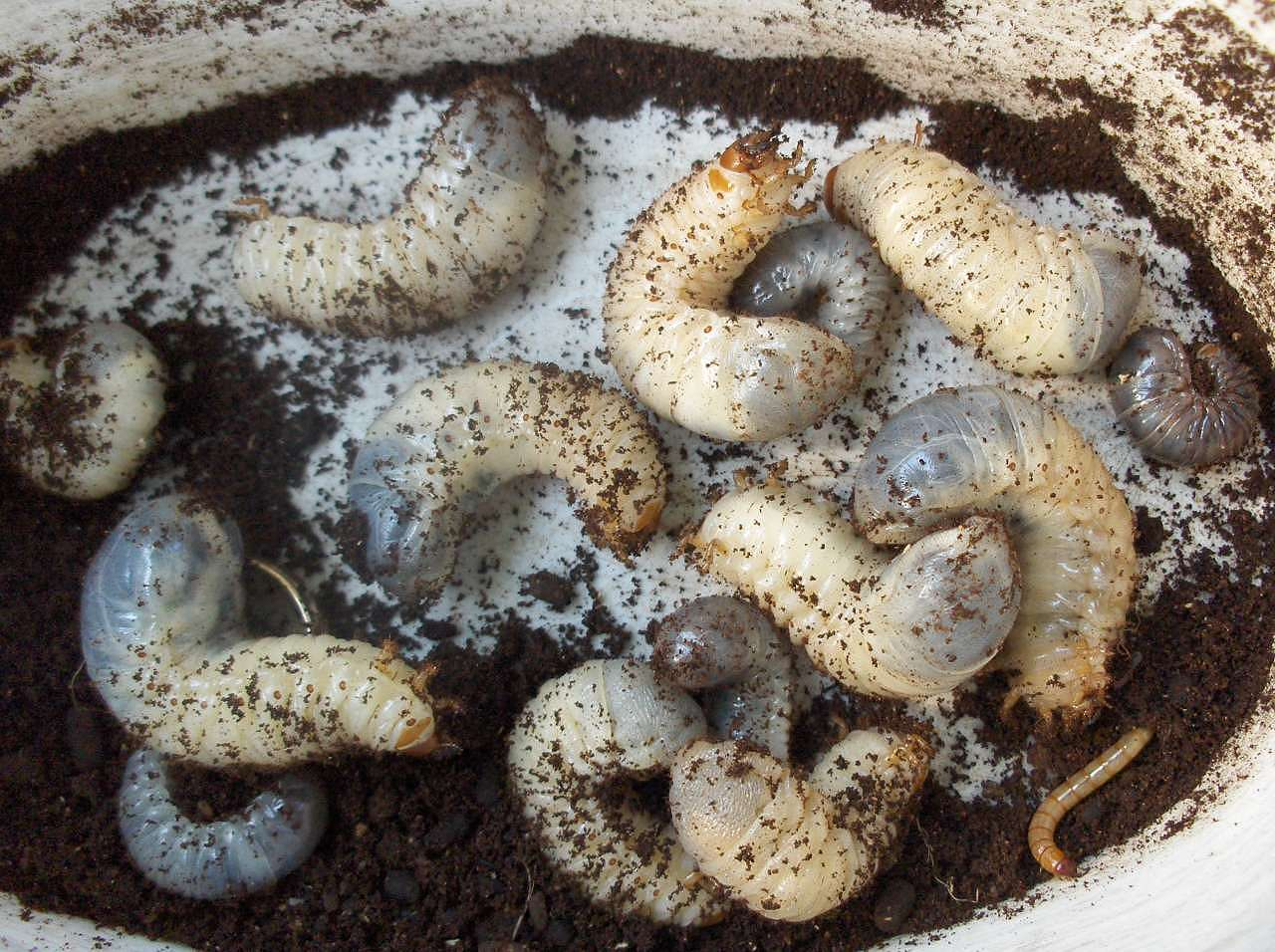
Larwy pachnicy dębowej

Owady dorosłe długości od 22 do 32 mm, sporadycznie do 40 mm, brunatne, brunatnoczarne lub czarne ze słabym oliwkowo-metalicznym połyskiem. Głowa z wydatnym, prostokątnym nadustkiem oraz parą guzków położonych u nasady czułków. Czułki krótkie, dziesięcioczłonowe, załamane, z buławką złożoną z trzech członów. Przedplecze zaokrąglone, z podłużnym zagłębieniem w części środkowej. Pokrywy szerokie o wyraźnie zaznaczonych guzach barkowych. Wyraźny dymorfizm płciowy ujawniający się między innymi w budowie głowy (u samca guzki u nasady czułków wyższe i połączone listewką), przedplecza (u samca bruzda na środku przedplecza znacznie głębsza i wyraźnie otoczona wypukłościami) oraz członów przednich stóp.
Larwy pędrakowate, białawe, o ciele zgiętym na kształt litery "c". Na spodniej stronie ostatniego segmentu ciała występują równo rozproszone szczecinki (układ szczecinek jest cechą odróżniająca od larw niektórych spokrewnionych gatunków z rodziny żukowatych). W ostatnim stadium larwy mogą osiągać masę 12 g i do 60 mm, a według innych źródeł do 100 mm długości.

## Cykl rozwojowy i aktywność
Samica składa ok. 30 jaj. Larwy żerują wewnątrz dziupli przez 3-4 lata. Owady dorosłe również większość czasu spędzają w próchnowiskach, w których się rozwijały, rzadko odbywając loty, czy pobierając pokarm. Aktywniejsze są zazwyczaj w słoneczne dni, kiedy samce chętnie przesiadują na pniach drzew w pobliżu wylotu dziupli, wydzielając charakterystyczny zapach wabiący samice, od którego powstała nazwa gatunkowa tych owadów. Pachnica dębowa jest gatunkiem narażonym na wyginięcie ze względu na zanik odpowiednich środowisk, tj. ekosystemów w znacznym stopniu nasyconych starymi, dziuplastymi drzewami.

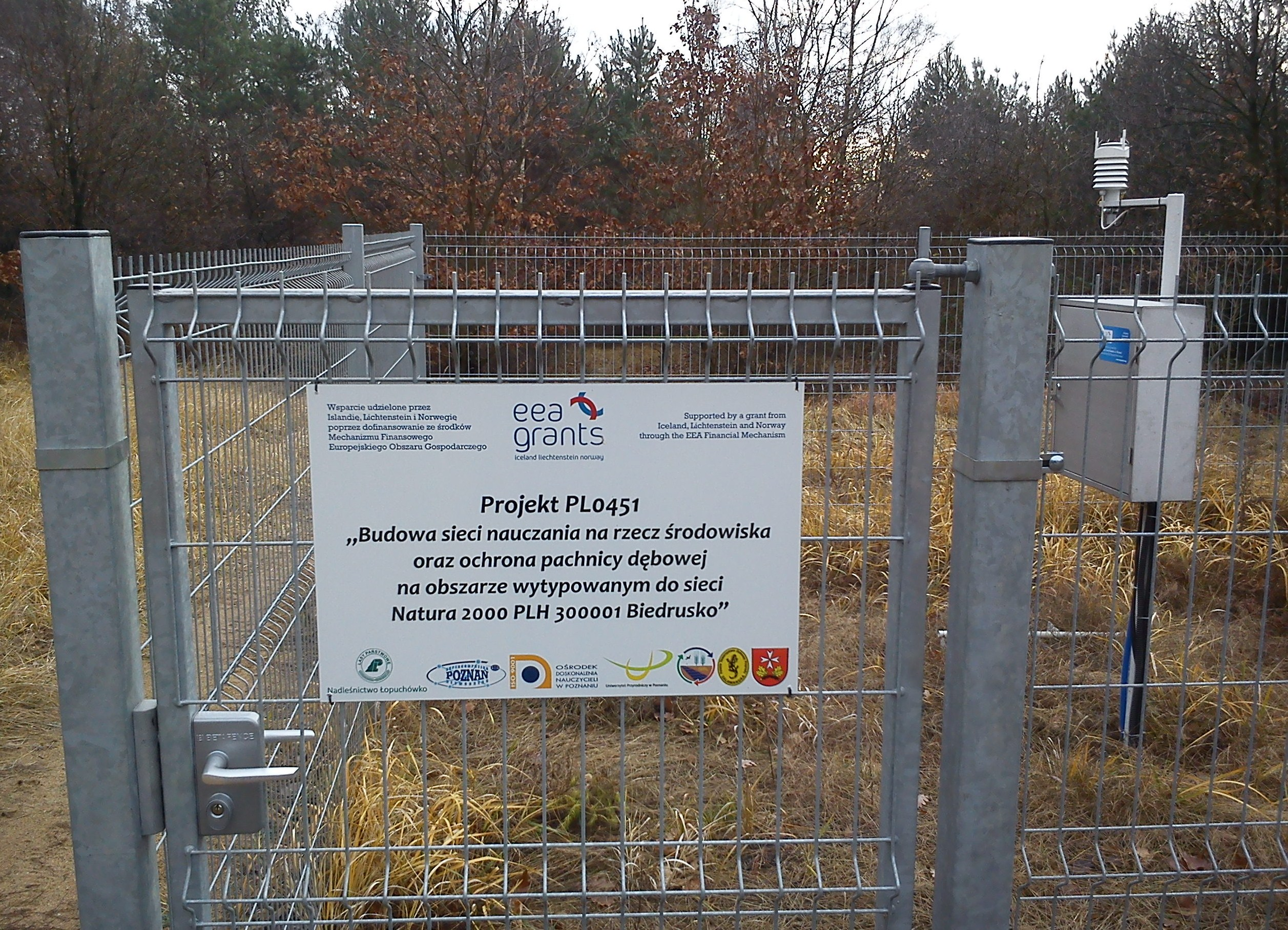
Ochrona pachnicy dębowej na Dziewiczej Górze w województwie wielkopolskim

## Status prawny
Pachnica dębowa w Polsce jest na mocy Rozporządzenia Ministra Środowiska objęta ścisłą ochroną gatunkową. Jest również chroniona na kanwie dyrektywy siedliskowej UE 92/43/EWG jako gatunek priorytetowy. Po wejściu Polski do Unii Europejskiej występowanie pachnicy dębowej na danym terenie, podobnie jak obecność innych gatunków i siedlisk przyrodniczych, wymienionych w załącznikach Dyrektywy Siedliskowej, może stanowić podstawę do wyznaczenia Specjalnego obszaru ochrony siedlisk sieci Natura 2000. Instrumentem prawnym na poziomie krajowym regulującym tworzenie tego typu obszarów jest Ustawa o ochronie przyrody z 2004 roku. Polska jest także zobowiązana zapewnić przetrwanie i właściwy stan ochrony krajowych zasobów tego gatunku.
Do wykrywania obecności pachnicy niekiedy stosuje się specjalnie przeszkolone psy, reagujące na zapach larw. W Polsce nadleśnictwo  Żmigród przeprowadziło w roku 2016 program szkoleń psów, by wykorzystać je do poszukiwania stanowisk pachnicy dębowej, co ma ułatwić monitorowanie i ochronę gatunku.